# شگرفه‌ها
شگرفه‌ها یا کوریوسا (به فرانسوی: Curiosa) نام فیلمی است زندگینامه‌ای، تاریخی و درام، محصول ۲۰۱۹ فرانسه. فیلم را لو ژونه کارگردانی کرده است و هنرپیشگانی چون نوئمی مرلان، نیلس اشنایدر، آمیرا کاسار، کاملیا ژوردانا و بنژامن لاورن در آن به ایفای نقش پرداخته‌اند.

## داستان
در سال ۱۸۹۵ میلادی، پیر لوئیس شاعر فرانسوی، شیفتهٔ دختر استادش -ژوزه-ماریا دو اردیا- به نام ماری می‌شود. ولی دوست پیر، آنری دو رینیه پیش‌دستی کرده و با دختر ازدواج می‌کند. پیر که اوضاع را اینگونه می‌بیند به الجزایر می‌رود و دو سال بعد به همراه دختری به نام زهره بن ابراهیم، که مدل عکس‌هایش شده بازمی‌گردد. ماری به ارتباط نامشروع با پیر رو می‌آورد. ولی پیر نوعی اعتیاد به ارتباط با زنان مختلف و عکس گرفتن از اندام برهنهٔ آنان دارد و با ماری هم چنین می‌کند. با این همه رابطهٔ آنها ادامه می‌یابد. آنری، شوهر ماری متوجه قضیه می‌شود ولی واکنش خاصی نشان نمی‌دهد. پیر برای فرار از عشقش به الجزایر بازمی‌گردد. در این مدت ماری که به روابط اینچنینی و عکاسی پورنوگرافیک معتاد شده و در ضمن شعله‌های عشقش به پیر هم سخت زبانه می‌کشد، با دوست پیر به نام ژان وارد رابطه می‌شود. پیر به پاریس بازمی‌گردد و ماری پیوندش را ژان می‌گسالند، ولی ژان تحمل نکرده و خود را می‌کشد. پیر دیگر حاضر به دیدن ماری نمی‌شود. ولی در این میان ماری از پیر باردار شده است، بچهٔ آنها به دنیا می‌آید. شوهرش آنری بالاخره واسطهٔ دیدار پیر و آنری می‌شود. نهایتاً با پیشنهاد ماری، خواهرش لولوز به همسری پیر درمی‌آید، و این‌بار همان روند روابط نامشروع و عکس‌برداری برهنه‌نگارانه را پیر و ماری و لولوز با هم انجام می‌دهند. این وقایع باعث زنده شدن قریحهٔ نویسندگی ماری می‌شود. 